# Chris Martin
Christopher Anthony John "Chris" Martin, född 2 mars 1977 i Exeter i Devon, är en brittisk sångare, sång- och låtskrivare, gitarrist och pianist. Han är frontman i gruppen Coldplay.
Martin är, liksom hela bandet, engagerad i Make Trade Fair, en fairtradeorganisation som kämpar för rättvisare handelsvillkor till gagn för framför allt tredje världens invånare. Han brukar uppträda med deras symbol, ett likhetstecken, på handen och på sidan av pianot under spelningar och i musikvideor. Han är också ledare för den brittisk-amerikanska årliga fattigdomsbekämpande festivalen Global Citizen.
Martin har skrivit låten "Homecoming" tillsammans med rapparen Kanye West. Låten finns på albumet Graduation.
Martin uppgav i en intervju 2012 att han har tinnitus. Han var gift med skådespelerskan Gwyneth Paltrow 2003–2016 och paret har två barn tillsammans.